# 碲化钙
碲化钙，化学式 CaTe，是钙的碲化物。

## 性质
碲化钙是立方晶系的氯化钠结构。它的晶格参数 a= 6.345 Å。